# Beraeodes vectensis
Beraeodes vectensis is een fossiele soort schietmot uit de familie Beraeidae.